# Charles Huber
Pour les articles homonymes, voir Huber.
Ne doit pas être confondu avec Charles M. Huber ou Charles Huber (explorateur).
Charles Gottlieb Huber, né à Lahr (Grand-duché de Bade) le 15 avril 1819, et mort à Hyères le 20 août 1907 (à 88 ans), est un horticulteur hyérois, fils d'un relieur Charles Gottlieb Huber et d'Élisabeth Meurer. Il est le fondateur en 1856 de la société Charles Huber frères et Compagnie. Il est au XIXe siècle un des principaux animateurs de l’acclimatation de palmiers (notamment le genre Phoenix) et de plantes exotiques (notamment les Eucalyptus) sur la Côte d’Azur. Sa pépinière, fondée sur l'ancien jardin de Barthélémy Victor Rantonnet, acquiert une renommée internationale et demeure active jusqu'en 1925.
Charles Huber s'adjoint les services d'un jeune jardinier et paysagiste prussien, Ludovic Winter, qui, après avoir travaillé en qualité d'hybrideur et de peintre de fleur pour orner les catalogues de l'horticulteur hyérois, restructure ensuite chez Thomas et Daniel Hanbury le parc de la Mortola. Winter crée par la suite une palmeraie ainsi qu’une pépinière à vocation commerciale européenne les Jardins Winter à Bordighera sur la Riviera ligure, à l’embouchure du vallon du Sasso.
Une collaboration scientifique et commerciale ainsi qu’un réseau s’organisent entre les frères Huber à Hyères, Alphonse Denis, les frères Hanbury à la Mortola et Charles Naudin, devenu directeur de la Villa Thuret à Antibes en 1878. Huber travaille aussi avec le botaniste tchèque Benedikt Roezl. Dès la fin du XIXe siècle, les palmiers de Bordighera vont pouvoir fournir les plantations des grandes villes de la côte d’Azur. Toute une économie de l’acclimatation, dont Huber et Cie est un acteur majeur, se construit autour des collectionneurs : production, vente, exportation, entretien, transplantation.
Charles Huber — aussi à l’origine de travaux sur les Cucurbitacées — définit notamment le taxon de la courge du Mexique, Cucurbita argyrosperma C.Huber en 1867. Son catalogue horticole propose enfin des variétés de tomates rares et disparues aujourd'hui ainsi que des conifères ou des fleurs, anémones et primevères.

## Biographie

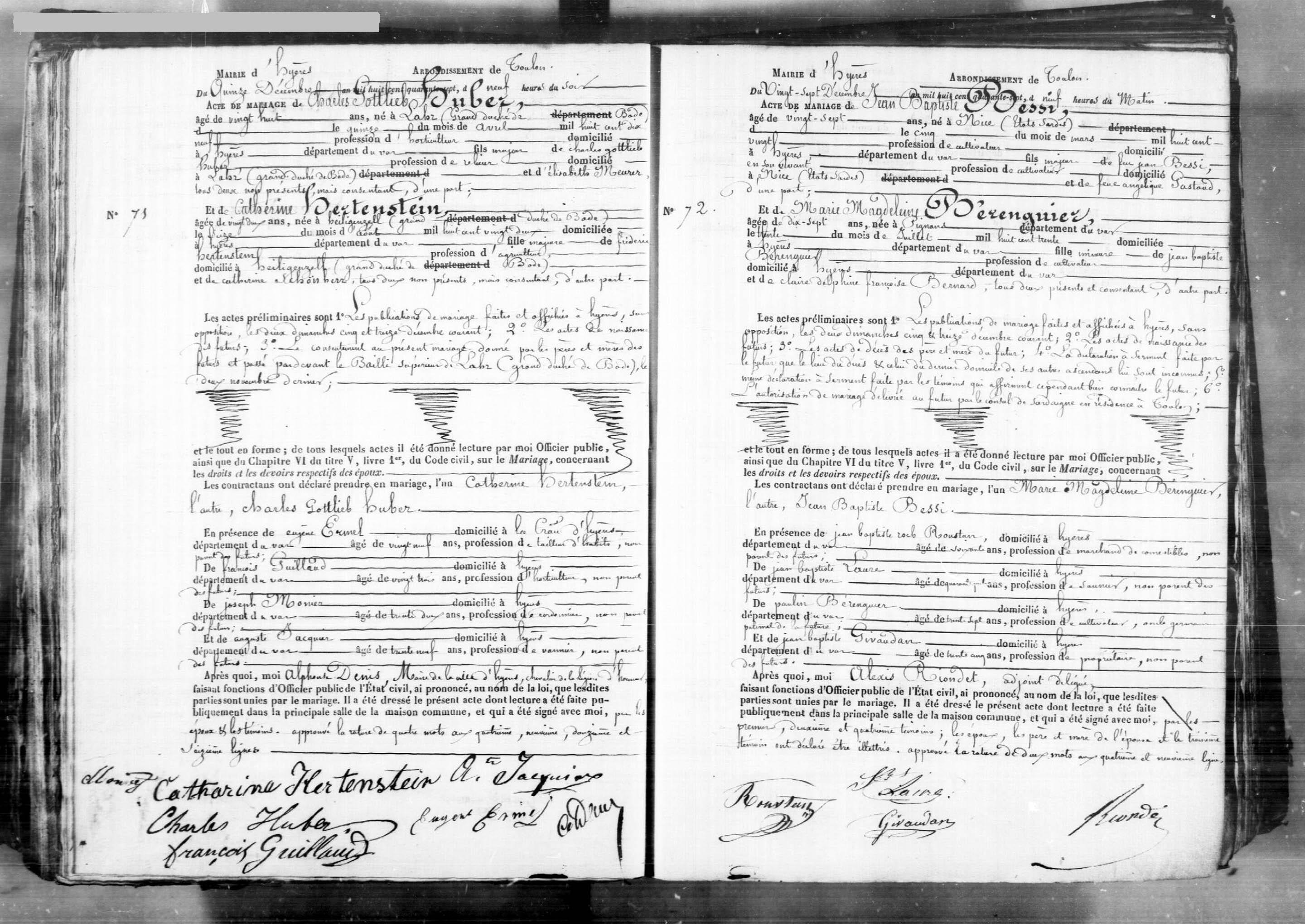
Acte de mariage de Charles Huber, 1847.

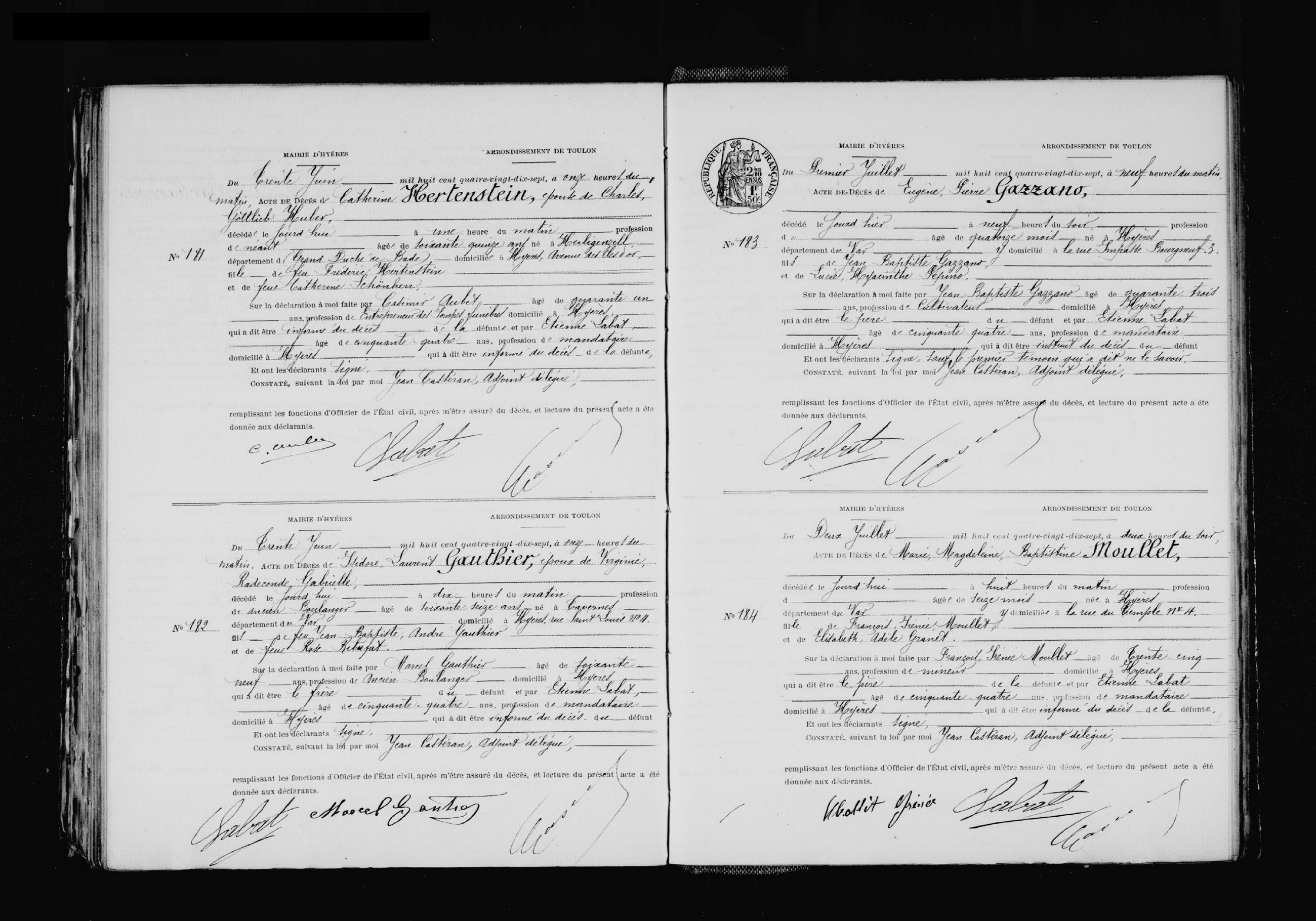
État civil de Catherine Huber à sa mort, 1897.

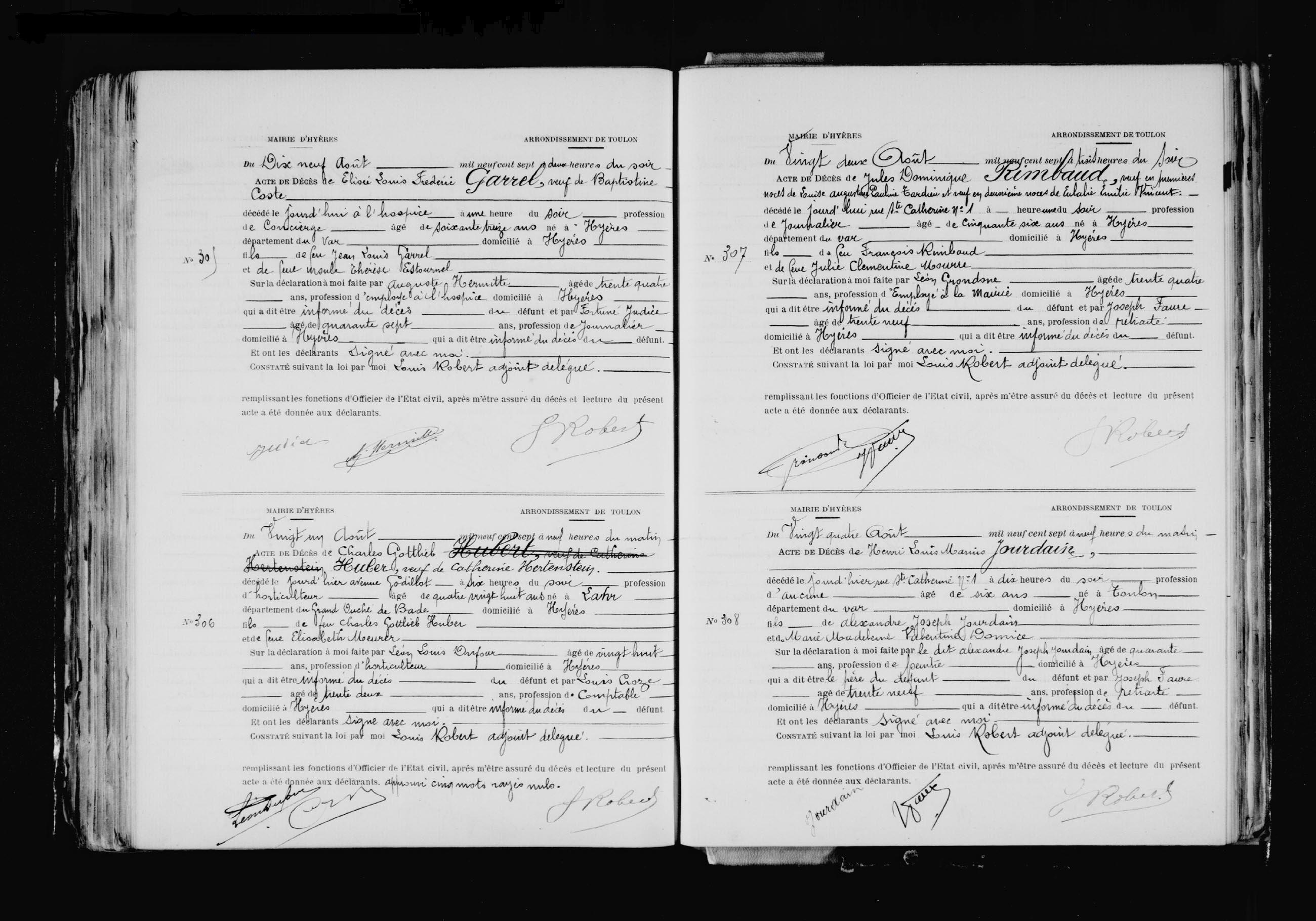
État civil de Charles Huber à sa mort, 1907.

Les parents de Charles Huber sont installés à Lahr, bourgade du Grand-duché de Bade. Le père, relieur d'Art à Lahr, est né en 1798 dans cette ville et se marie le 9 avril 1817 avec Marie Élisabeth Meurer, née aussi à Lahr le 28 avril 1789 et morte le 15 décembre 1850. Le couple donne naissance à deux fils, Christian Friedrich Huber, né le 5 janvier 1818, qui semble suivre la voie de son père dans la reliure et Charles Huber, né le 15 avril 1819.

### Installation à Hyères

#### Prussien et protestant naturalisé français en 1870
Charles Huber fait des études à Heidelberg et travaille ensuite pour le compte du maire d’Hyères, Alphonse Denis, qui lui demande de créer le parc botanique de son château ; il devient même chef-jardinier de l'édile hyérois. Charles Huber épouse Catherine Hertenstein à Hyères le 15 décembre 1847, en présence d'Alphonse Denis. Charles Huber est protestant et participe activement aux activités de la paroisse réformée d'Hyères puisqu'il est à ce titre membre du Conseil de l'Église d'Hyères.

Le pasteur Philippe Mook désire en effet donner à l’Église réformée un aspect officiel. Pour cela, il adresse en décembre 1887 une convocation à toutes les familles se rattachant notoirement au point de vue du culte, aux principes des Églises Réformées de France. 

« La réunion à laquelle assiste Charles Huber, a lieu le 18 décembre 1887. M. Mook explique qu’il a réuni en assemblée générale tous les membres de l’Église, français et étrangers, et outre les messieurs qui ont seul droit de vote dans l’Église, les dames qui, par leur influence dans la famille, exercent d’une manière indirecte mais non moins réelle leur légitime part d'action dans la marche de l’Église. Il explique que les Églises réformées de France, voulant améliorer leur organisation, se sont partagées en 14 circonscriptions avec chacune leur assemblée générale ecclésiastique, nommées Synode Officieux, car leur existence n'est pas reconnue par la loi, et leur autorité n’est pas imposée, mais acceptée par les pasteurs évangéliques. Il propose que l’Église d'Hyères soit rattachée au Synode de la 11e circonscription. Pour ce faire, il donne lecture de la Confession de Foi du Synode général de 1872, et déclare qu’un registre d’électeurs est ouvert, où seront inscrits tous les protestants âgés d'an moins 25 ans et déclarant accepter la Confession de Foi de 1872. Puis, M. Mook invite l’assemblée à élire le Conseil de l’Église. Le vote a lieu aussitôt, et le premier Conseil de l’Église d'Hyères est constitué. »

— Christian Fontan, P. Jeannet, Historique de la paroisse réformée d'Hyères.

#### Origine des établissements Huber

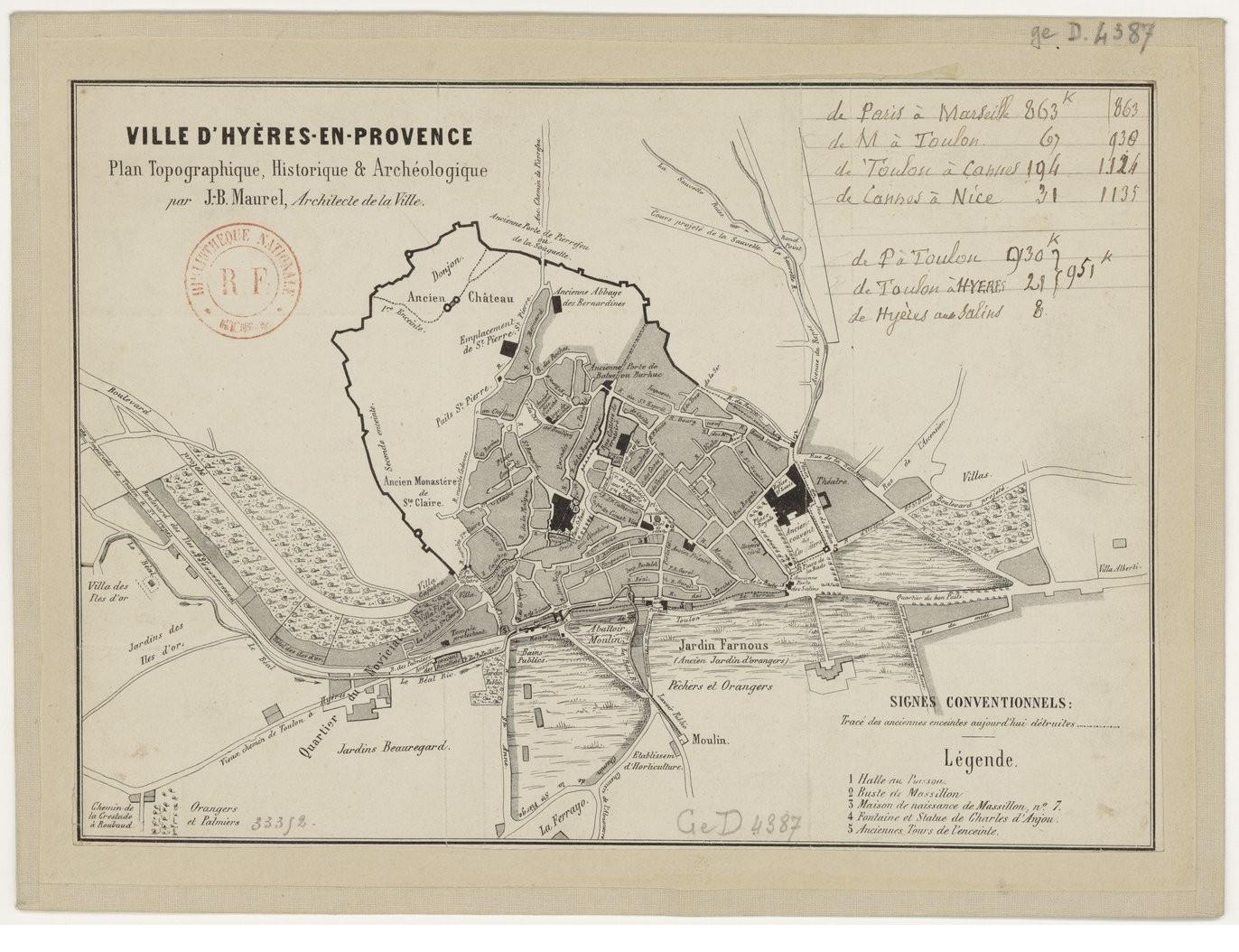
Emplacement précis des jardins Farnous, Beauregard et de la pépinière (vers 1850).

L'établissement horticole de Charles Huber est situé sur l'emplacement de jardins fameux à Hyères dont la généalogie commence par une création royale en 1564 avec le séjour à Hyères de Catherine de Médicis et de son fils Charles IX, roi de France. Éblouie par la luxuriance de la végétation hyéroise et appréciant la douceur du climat, Catherine de Médicis obtient la construction d'une maison royale entourée de jardins pour y planter des orangers, des arbres exotiques et des cannes à sucre. Quelque temps après les Guerres de Religion, la maison demeurée inachevée et le domaine sont revendus à l'évêque de Digne, Raphaël Capissuchy de Bologne, qui en fait dotation à Louis XIV. De passage à Hyères, en 1660, le jeune roi ordonne d'établir des pépinières d'orangers destinées à fournir les Tuileries et le château de Versailles. Sous la Révolution française, vendu comme bien national, le domaine riche de 18 000 orangers est morcelé.
Jean-Baptiste Filhe, ancien officier de Cavalerie de Louis XVI, agronome et maire d'Hyères durant des Cent-Jours en acquiert une grande partie, probablement 8 hectares, qu'il joint à la propriété Farnous,. Le jardin Filhe, lui-même planté sur l'ancien jardin royal, est également mitoyen du jardin de Ferdinand de David - Beauregard : 

« La maison, sans être somptueuse, est élégante et bien bâtie ; autour est un parterre brillant de mille fleurs ; la Tubéreuse, la Cassie, le Jasmin de Goa, y parfument l'air d'une odeur céleste. Les jardins que les romanciers et les poètes ont tant vanté, ceux créés par le fécond génie de l'Arioste et du Tasse, quelque brillants qu'ils paraissent à l'imagination, sont aussitôt effacés par le jardin de M. Filhe ; là, on croit avoir cessé d'appartenir à la terre, pour habiter les riants bosquets où les âmes vertueuses doivent trouver un bonheur éternel et inaltérable. Les arbres sont si serrés les uns contre les autres, qu'il serait impossible de passer à travers le massif sans les sentiers qui servent à y circuler. Dix-huit mille Orangers tous chargés de fleurs et de fruits offrent l'abri de leur feuillage à un nombre infini de rossignols. »

 Les Hyérois l'appellent alors « le jardin de Flore ». Filhe engage un chef de cultures d'origine lyonnaise, Barthélémy Victor Rantonnet, cultivateur botaniste hyérois d'adoption et pionnier de l'acclimatation sur la Côte d'Azur, qui après avoir travaillé quelques années sous les ordres de Jean-Baptiste Filhe, prend sa suite à la direction de ce jardin historique. Rantonnet, qui se qualifie lui-même de « marchand de graines », nomme sa pépinière  « Le Grand Jardin ». À sa mort en 1871, le jardin est racheté par Charles Huber ; ce dernier conserve au centre de la pépinière qui se développe, le jardin relique planté par Rantonnet.

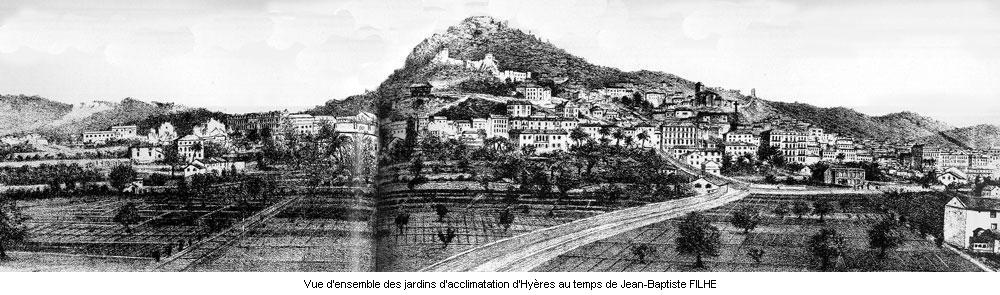
Agrandissez l'image pour distinguer les jardins Filhe / Rantonnet sur la droite de la gravure

### Premières acclimatations de plantes exotiques

#### Description de la pépinière Huber
Le comte Léonce de Lambertye, dans des notes recueillies lors d'un voyage dans le Midi de la France en juin- juillet 1874, décrit minutieusement le jardin de Charles Huber, d'une superficie de plusieurs hectares : 

« (...) Ce jardin est connu de l'Europe entière. Il renferme un autre jardin conservé religieusement pour perpétuer la mémoire de Rantonnet, ce grand horticulteur, qui pendant trente ans a travaillé ce terrain. Tout l'enclos est arrosé par un canal, dérivation de la petite rivière du Gapeau. Il y a 300 ans qu'Hyères jouit de cet avantage qu'elle doit à Jean Natte (...) »

Léonce de Lambertye, accompagné du chef d'établissement de Huber, Gustave Knoderer (qui est par ailleurs délégué laïque du consistoire d'Hyères), remarque notamment lors de sa visite de la pépinière, Erythrina crista-galli ayant 2 mètres de circonférence et Sequoia gigantea, âgé de 15 années environ.
Adolphe Smith nous apprend qu'un partenaire de la société de Charles Huber n'est autre qu'Hippolyte Dellor, le pépiniériste hyérois voisin de l'hybridateur Jean-Baptiste A. Deleuil (1825 † 1906),, et qui a créé le jardin voisin de La Blocarde. Dellor est dans un premier temps attaché à la maison Huber en qualité de chef de cultures puis il crée sa propre affaire. François-Marius Nardy, un autre grand nom de la profession à Hyères, prend la suite de Charles Huber au tournant du XXe siècle, après avoir été son chef de cultures pendant de nombreuses années. François-Marius Nardy est nommé chevalier dans l'Ordre du Mérite agricole en 1899 pour ses 25 années de pratique horticole. Nardy, auteur d'un Guide pratique du jardinier méridional en 1906 a dirigé vers 1878 les cultures exotiques du domaine de San Salvadour. Il semble enfin avoir été directeur des cultures de l'Union Agricole Portugaise à Poceirao (Alentejo) et délégué à l'Exposition Universelle de Philadelphie. 

Catalogues horticoles de Huber et Cie en 1863 - 1877
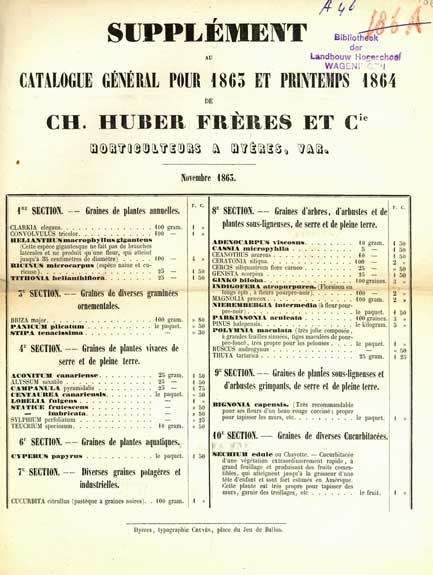
1863
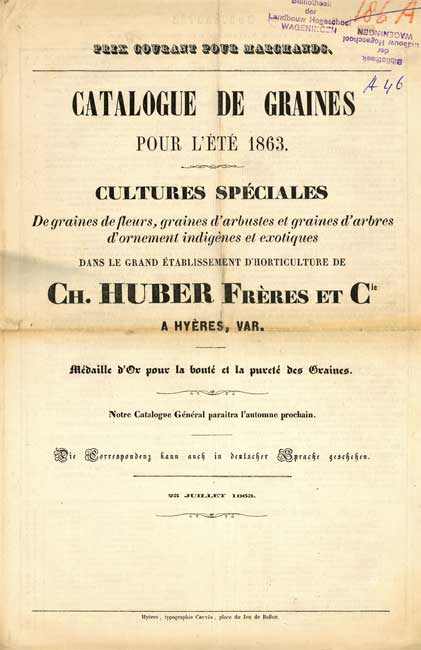
1863
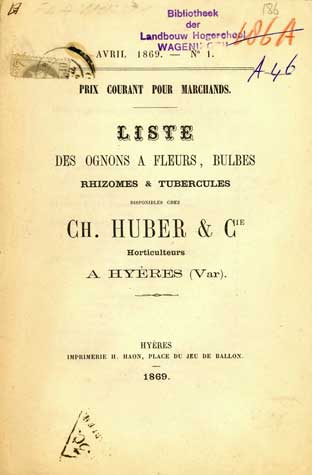
1869
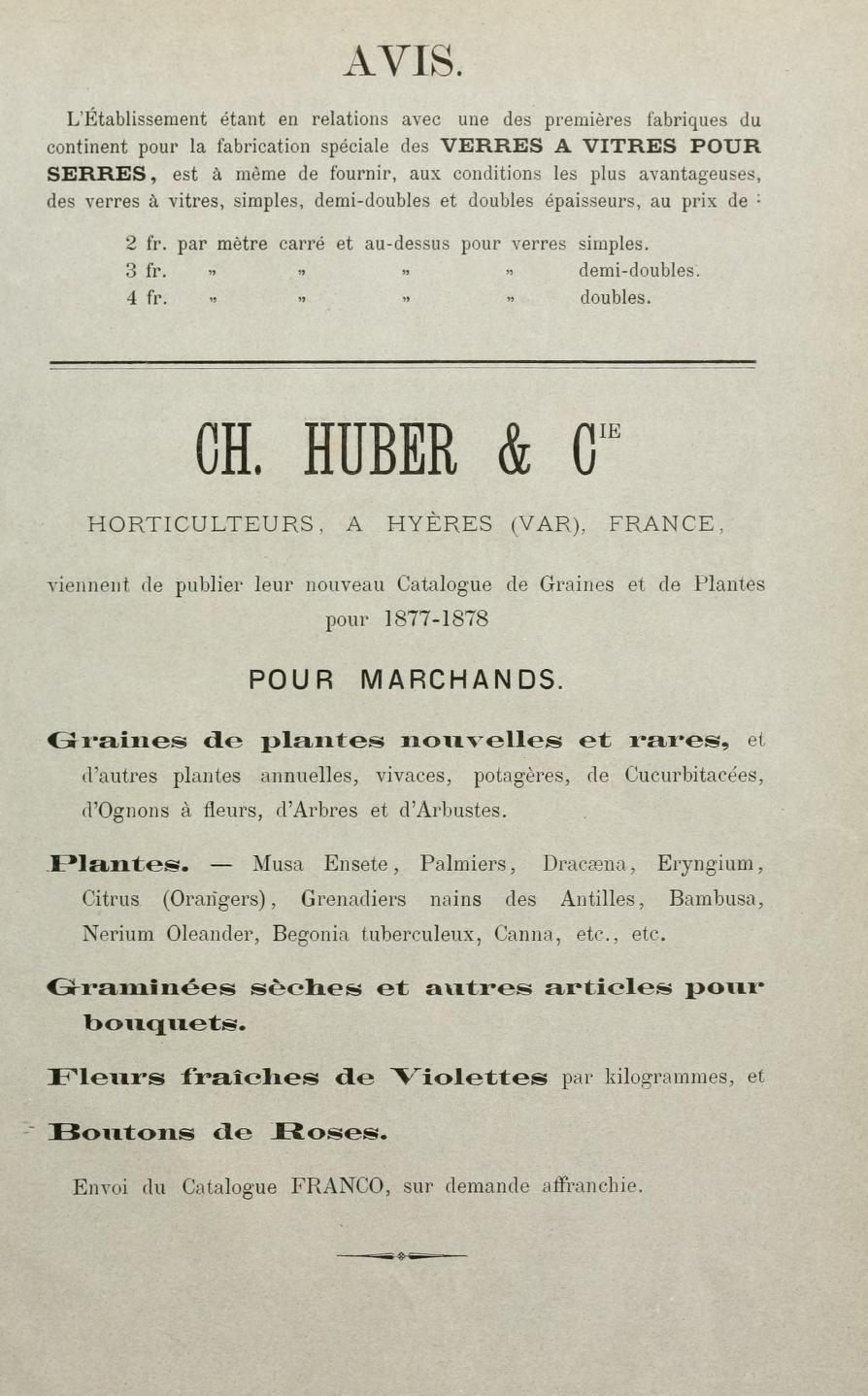
1877

#### Acclimatation dans les propriétés hyéroises
Charles Huber devient un acclimateur de palmiers et de plantes exotiques reconnu dans la région hyéroise et contribue à développer, entre autres, les collections de plantes exotiques du Plantier de Costebelle que l'acclimateur lorrain, Nicolas Husson, baron de Prailly, lui commande. Ainsi en 1860, Charles Huber fait un semis avec les graines des Yucca filifera de la maison Vilmorin-Andrieux et vend un lot de dix pieds de cette plante mexicaine, en 1866 et 1867 au baron de Prailly. Il en est de même pour les Cocotiers du Chili que Charles Huber propose à plusieurs acclimateurs hyérois. Hyères est à cette époque un centre important pour l'acclimatation des palmiers et plusieurs propriétaires créent des jardins exotiques : le docteur Ernest Germain de Saint-Pierre (château Saint-Pierre des Horts) qui acclimate Ephedra altissima (en) grâce aux semences des frères Huber, Alphonse Denis (château Denis), Gustave Bonnet (villa Marguerite) ou Gustave Charles Ferdinand de Bonstetten (villa Mathilde).

Les jardins botaniques hyérois qui font appel à Charles Huber pour leurs activités d'acclimatation
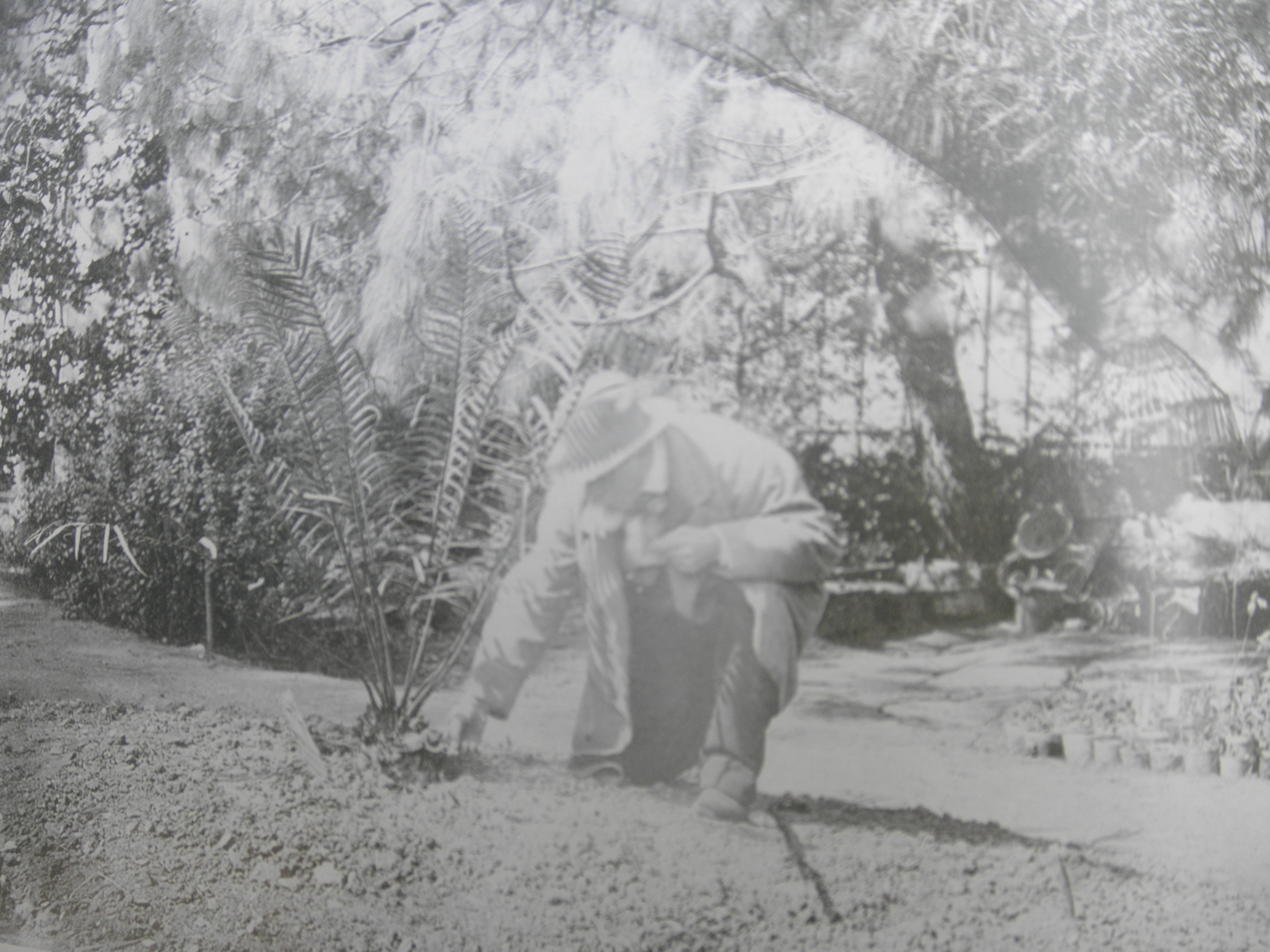
Château d'Alphonse Denis en 1845.
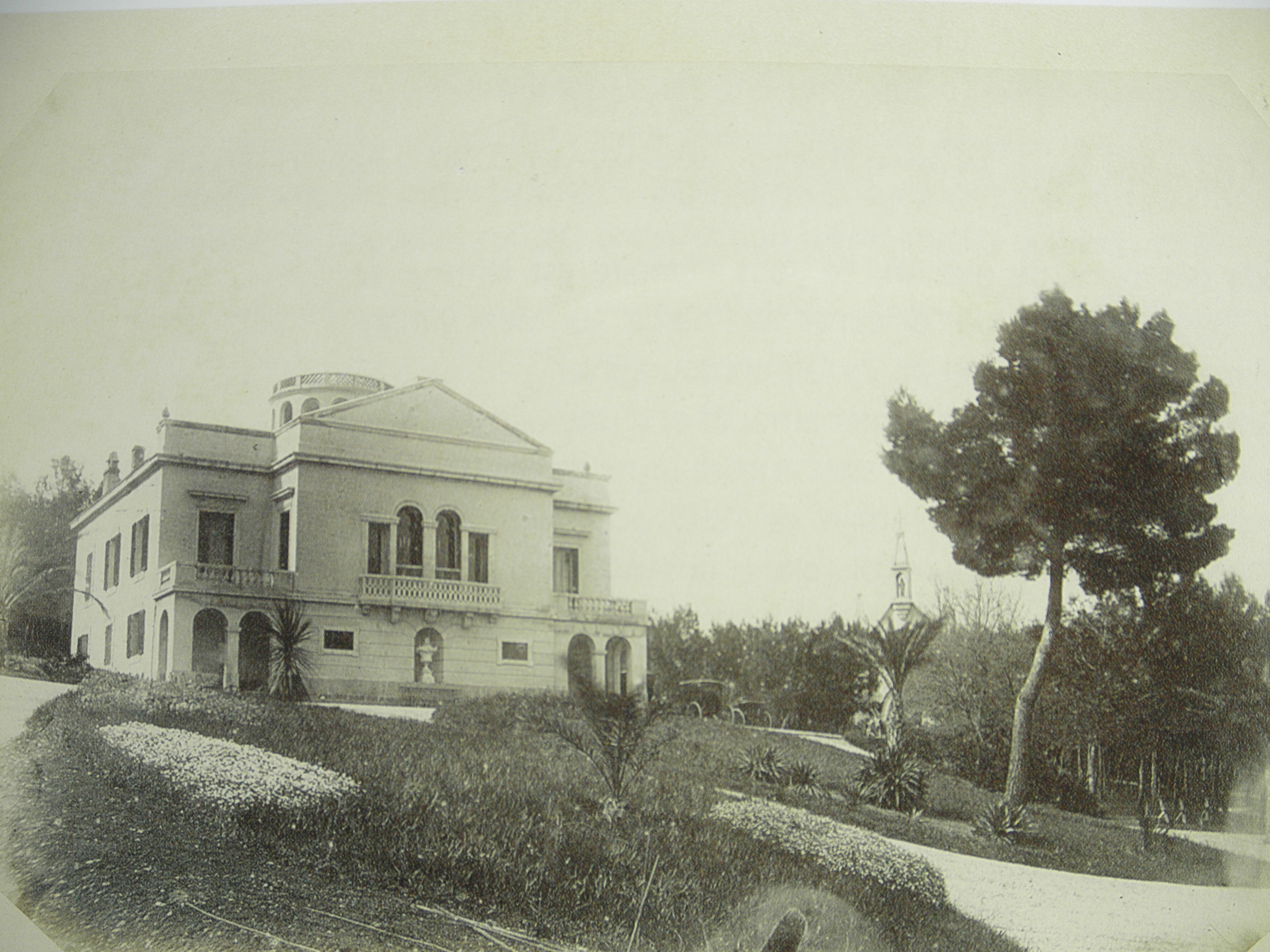
Le Plantier de Costebelle, créé en 1857.
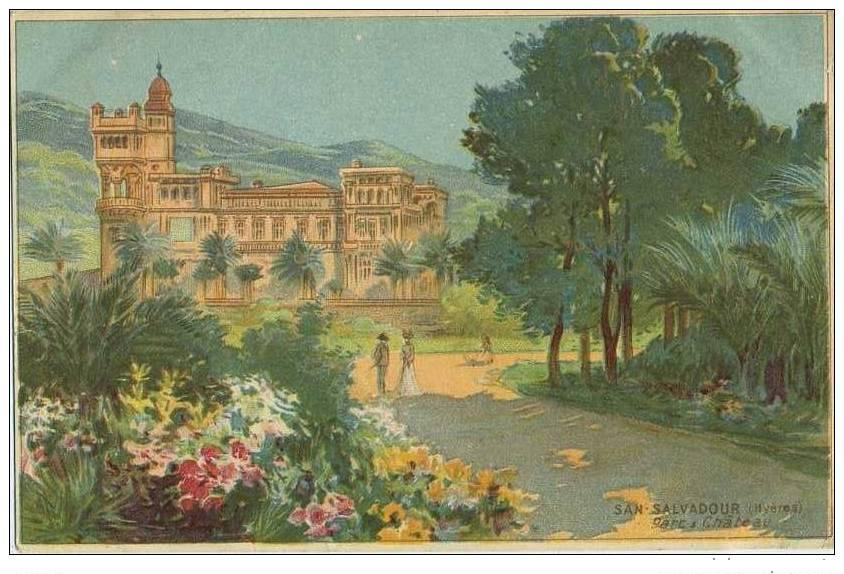
San Salvadour, 1878.
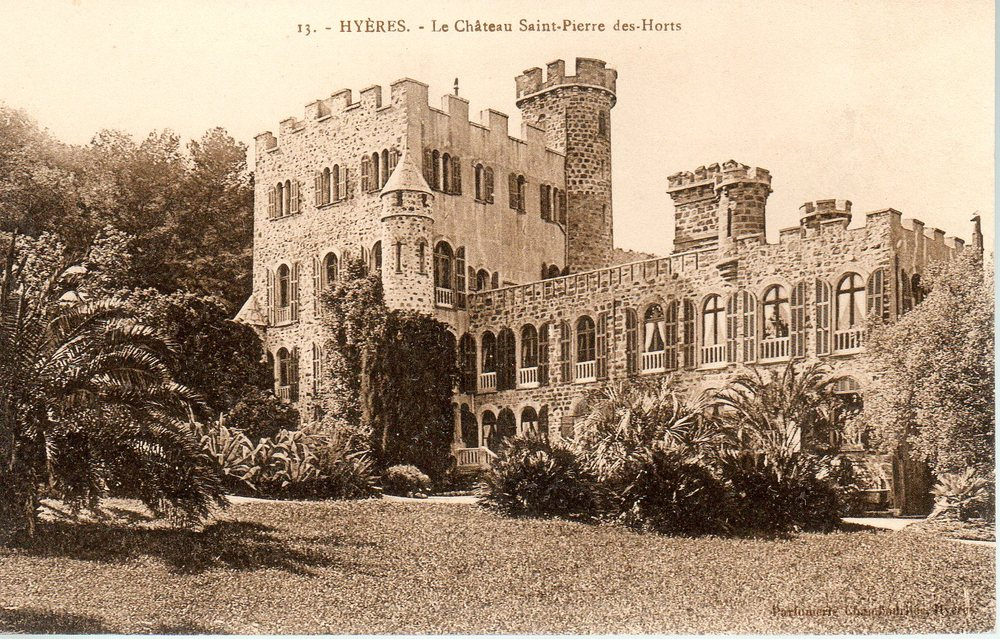
Saint-Pierre des Horts en 1924.

Comme le maire hyérois Alphonse Denis, Charles Huber fait visiter son jardin en 1882. Il participe à des études sur l'hybridation des palmiers avec Charles Naudin et Alphonse Denis, ainsi que le rapportent les procès-verbaux de la Société Impériale d'Acclimatation en 1867.

### Cultures phares chezCharles Huber et Compagnieet catalogue

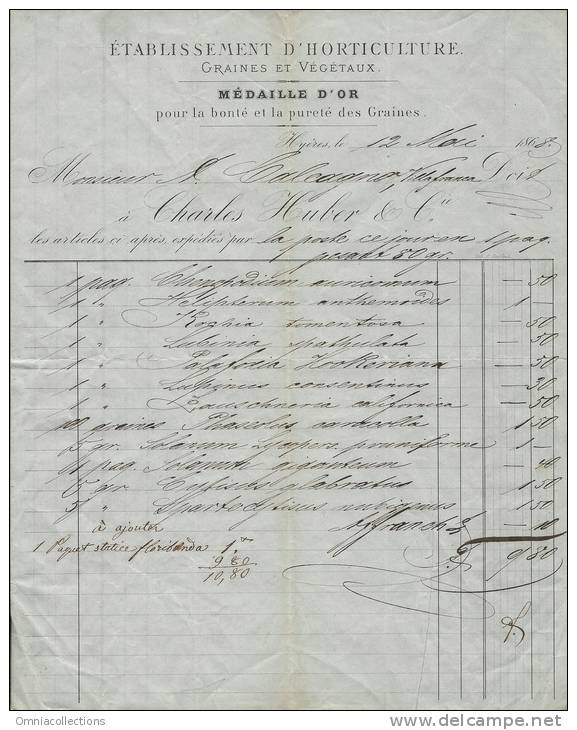
Facture des établissements Huber, 1868.

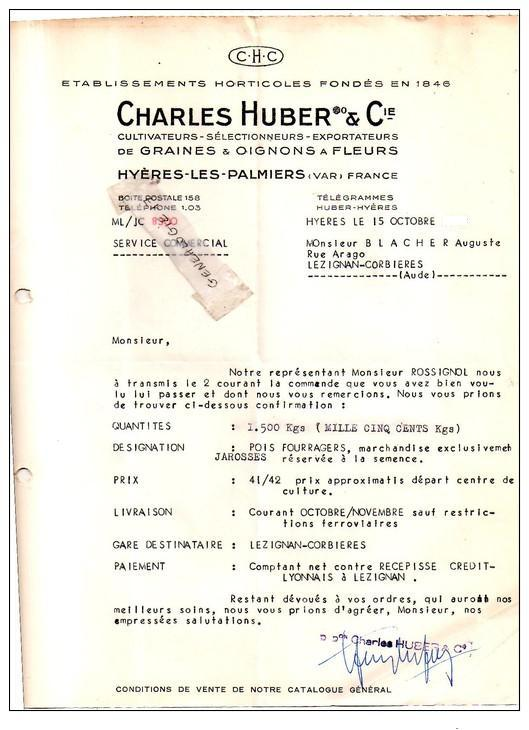
Facture des établissements Huber dans les années 1930.

#### Eucalyptus,Phoenix dactylifera,Phoenix canariensiset conifères

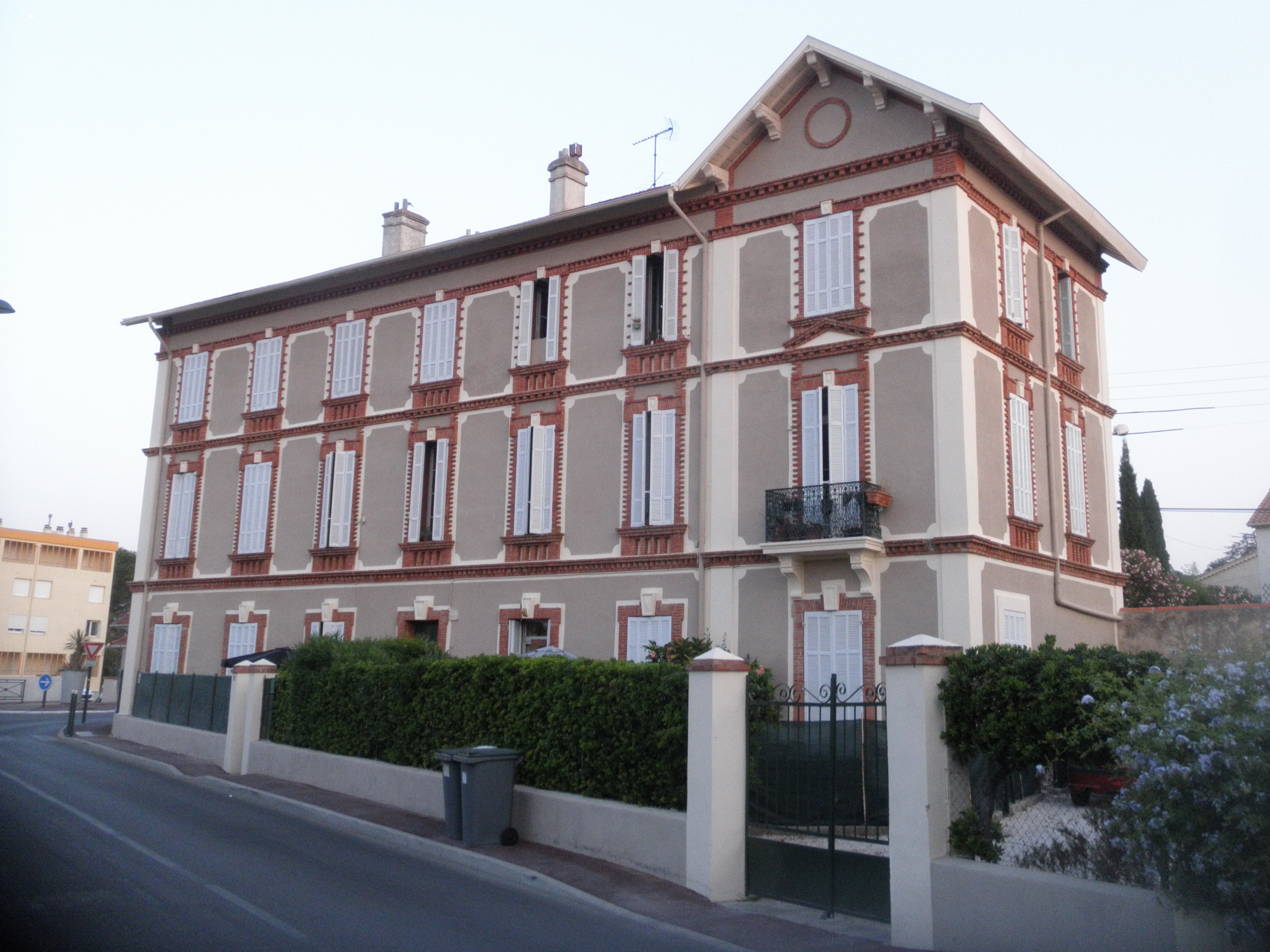
Le 11, rue Jules Massel, ancienne pépinière Huber.

En 1860, le jardin des frères Huber, avenue Victoria et rue Jules Massel, à Hyères, possède les premiers pieds d'Eucalyptus importés en Provence, :

« (...) L’introduction de l’eucalyptus dans la Provence orientale remonte à peu près à 1858. Le jardin des frères Huber à Hyères en possède depuis 1860 le premier pied caractérisé, c’est-à-dire monté en arbre et dressant au sommet d’un gros tronc une cime pyramidale. À la même époque, M. Gustave Thuret d’Antibes en avait un seul exemplaire planté sans abri sur une pelouse, et déjà victorieux de deux hivers, ce qui en fait remonter la plantation à 1858 (...) »

— Jules Émile Planchon, L’Eucalyptus globulus au point de vue botanique, économique et médical, 1875.
L'introduction de cette espèce australienne dans la pépinière Huber fait des émules et certains acclimateurs tentent alors de l'introduire en forêt pour prévenir de façon plus efficace les feux de forêts qui détruisent déjà au XIXe siècle les espaces boisés provençaux du massif des Maures.
La pépinière des frères Huber acquiert rapidement une renommée nationale aux côtés de John Taylor, du docteur hygiéniste James Henry Bennett, d'Alphonse Karr ou encore d'Augustin Gastaud. Charles Huber est le seul professionnel en France, à proposer Phoenix dactylifera et Chamaerops humilis, vers 1864 - 1865.
Dès 1863 - 1864, Charles Huber est en contact avec Hermann Wildpret (de), botaniste responsable du jardin d'acclimatation de La Orotava qui lui envoie des graines du palmier de Tenerife, semences qui sont la base de l'introduction de ce palmier en Europe. En 1870, Huber commence la culture du palmier des Canaries (Phoenix canariensis). Les premières plantations ont eu lieu en 1873 dans le jardin d’acclimatation d'Hyères (actuel parc Olbius-Riquier).
Le botaniste français Élie-Abel Carrière s'aide des observations qu'il fait dans la pépinière hyéroise de Charles Huber pour rédiger en 1855 (et complété en 1867) son Traité général des conifères ou description de toutes les espèces et variétés de ce genre aujourd'hui connues, avec leur synonymie, l'indication des procédés de culture et de multiplication qu'il convient de leur appliquer. Carrière remarque ainsi chez Huber un conifère planté par Barthélémy Victor Rantonnet, Widdringtonia cupressoides ou Actinostrobus pyramidalis, conifère ayant la forme d'un buisson très compact. Biota orientalis est aussi signalé chez Huber et Cie dans ce Traité des conifères qui décrit pour la première fois de très nombreuses espèces ainsi que des nouveaux genres. C'est souvent la taille des spécimens qui incite Carrière à citer les vieux sujets présents à Hyères, comme pour Cupressus macnabiana par exemple : « Le plus fort exemplaire que j'aie vu de cette espèce, planté à Hyères, dans le jardin de MM. Huber 
et Cie, était haut d'environ 5 mètres sur 20 centimètres de diamètre. Jusqu'à présent cette espèce n'a pas encore fructifié, et c'est seulement cette année que, dans différents endroits, j'ai pu remarquer des chatons femelles. Quant aux mâles, elle n'en a pas encore donné, à ma connaissance du moins. »

#### Catalogue (cultures spéciales, graines, végétaux)

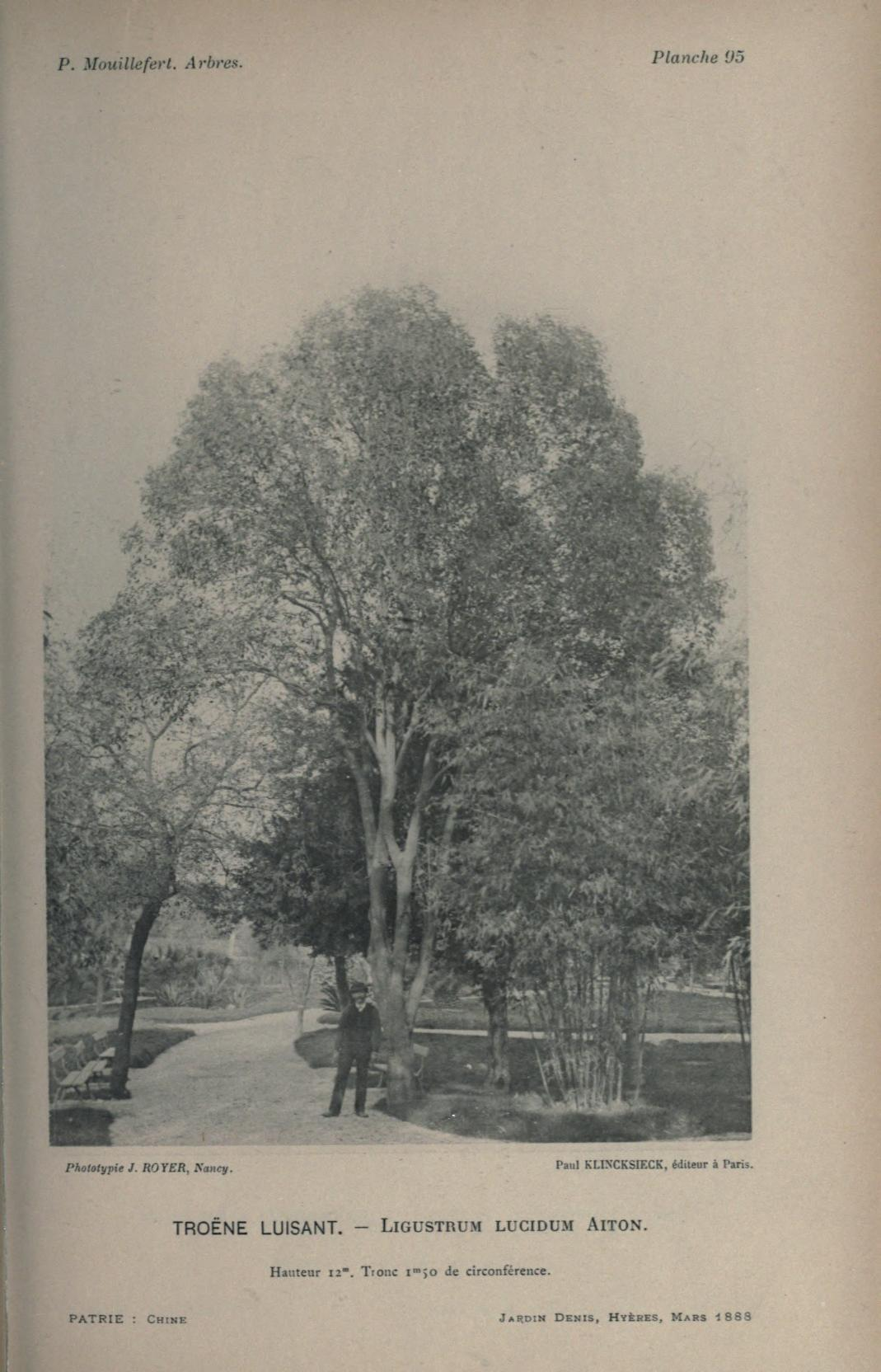
Charles Huber dans le jardin d'Alphonse Denis en 1888.

Charles Huber cultive tout particulièrement des plantes qui ne supportent pas des températures hivernales basses. D'après ses Catalogues des plantes, proposés par sa pépinière chaque saison, on compte 57 espèces d'acacia, le genre Eucalyptus n'en compte pas moins de 38 ; des conifères Abies pinsapo de 12 mètres de hauteur ; Taxodium sempervirens haut de 26 mètres ; Cupressus torulosa elegans haut de 23 mètres ; Cupressus horizontalis qui porte beaucoup de cônes ; Pinus canariensis , jeunes pieds de graines ; Cupressus Lawsoniana. Puis ce sont les palmiers : dattiers, chamaerops, lataniers, corypha, Cocos australis. Le majestueux Dahlia imperialis est également présent dans le catalogue Huber en janvier 1870 ainsi qu'une espèce rivale, Dahlia arborea, réintroduite et mise au commerce par Huber à la même époque. Mais les cultures des frères Huber sont plus encore affectées à la production des graines d'arbres et d'arbustes de la Nouvelle-Hollande particulièrement ; d'espèces herbacées et vivaces (Ophiopogon japonicus, l'herbe aux Turquoises d'Alphonse Karr), nouvelles et anciennes, aquatiques (Pontederia cordata par exemple vers 1874, plus connue sous son nom vernaculaire, la pontédérie à feuilles en cœur) ou grimpantes. Parmi ces dernières se trouve une belle série d'Ipomées du Japon à feuilles panachées. Les graminées ornementales comprennent environ 240 espèces et 140 Canna. Les meilleures variétés du genre Canna (Nardy, Souvenir d'Hyères et J.Chrétien) sont souvent issues de la pépinière Huber et Cie comme le note François Nardy, dans une étude publiée en 1873 sur les balisiers. Les statices, plantes vivaces à floraison prolongée, figurent pour le chiffre 33. Gymnothrix japonica est également proposée par le catalogue Huber en 1872 ainsi qu'une variété rare de primevères de Chine.
Il est difficile de dater exactement la période de première introduction horticole dans les environs d'Hyères d'Ephedra altissima (en), mais on peut estimer qu'elle est nettement antérieure à 1868, date à laquelle sa présence est attestée par trois planches dans l'Herbier de Paris, provenant toutes trois de l'herbier d'Ernest Cosson et récoltées à la villa Sylvabelle près d'Hyères ainsi qu'au jardin Charles Huber dans sa pépinière hyéroise. « On peut être certain que les grands pépiniéristes que sont les frères Huber, correspondants de Charles Naudin, ont très largement contribué à l'installation de l'Ephedra altissima dans la région d'Hyères. En effet, ils en distribuent les graines dès avant 1864 (18e année de leur Catalogue pour le printemps, et distribuent toujours la plante en 1874). »

« MM. Huber nous annoncent en même temps l'introduction, dans leurs cultures de quelques autres plantes exotiques, plus que la précédente à la portée du commun des amateurs. L'une d'elles est le Lotus australis (en), de la Nouvelle-Hollande. C'est un sous-arbuste à fleurs lilas pourpre, touffu, très-florifère, hautement ornemental sous le ciel lumineux du Midi, et également propre à la culture en pleine terre et en pots. Sa petite taille, qui permet de l'abriter sous un châssis, le fera certainement adopter par les amateurs du Nord. Il en sera de même du Cuphea Galeottiana, autre sous-arbuste du Mexique à corolle d'un pourpre si foncé qu'elle en parait noire. »

— Charles Naudin, Journal d'horticulture pratique, édition de la Librairie Agricole de la Maison Rustique, Paris, 1862, p. 272-273 .
Charles Huber propose encore dans son catalogue de 1868 Ebenus cretica (en). La pépinière hyéroise est enfin réputée pour son catalogue d'anémones ou de capucines. Vers 1875, Charles Huber vend à l'horticulteur et rosiériste lyonnais Jean Sisley (Monplaisir) des Pelargonium peltatum pseudo-zonales.

Quelques plantes exotiques proposées par Charles Huber
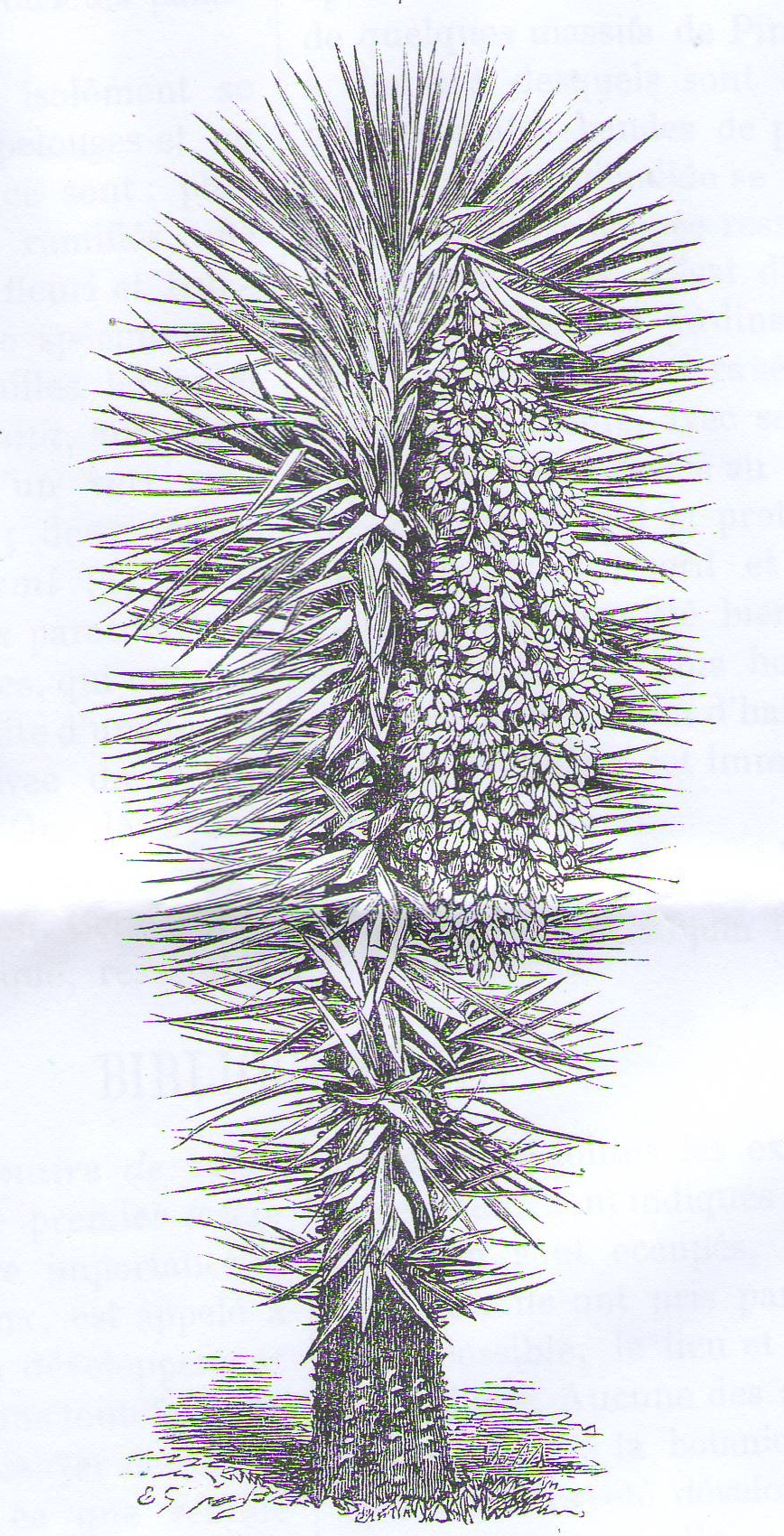
Yucca filifera au Plantier de Costebelle, 1876
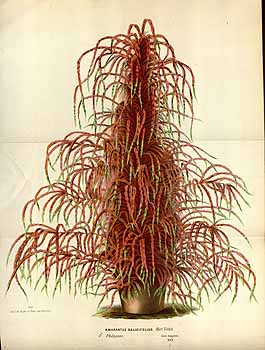
Amaranthus salicifolius
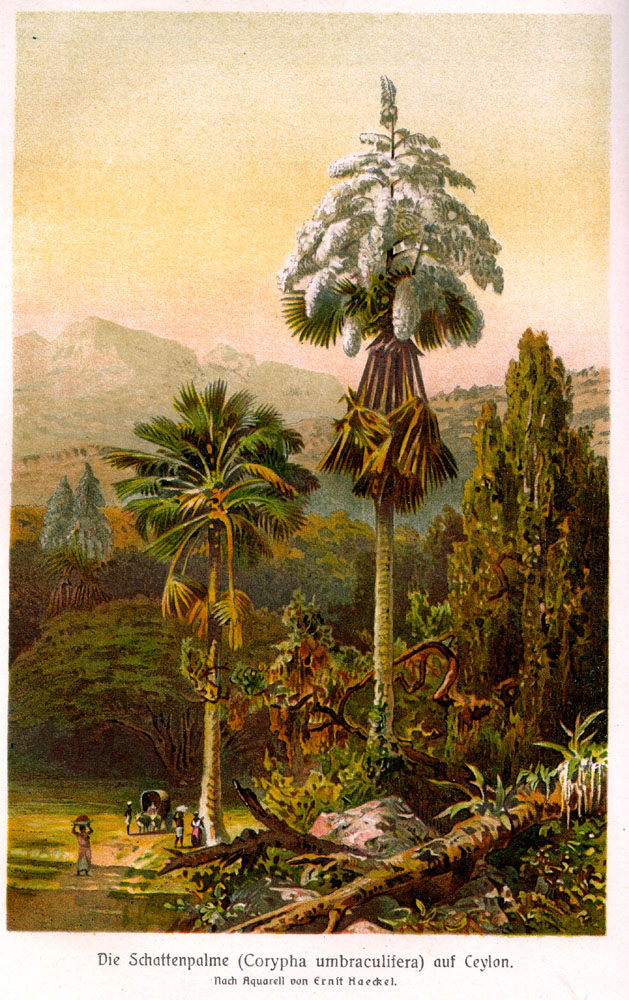
Corypha umbraculifera
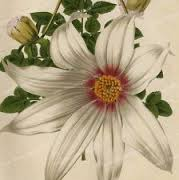
Dahlias imperialis
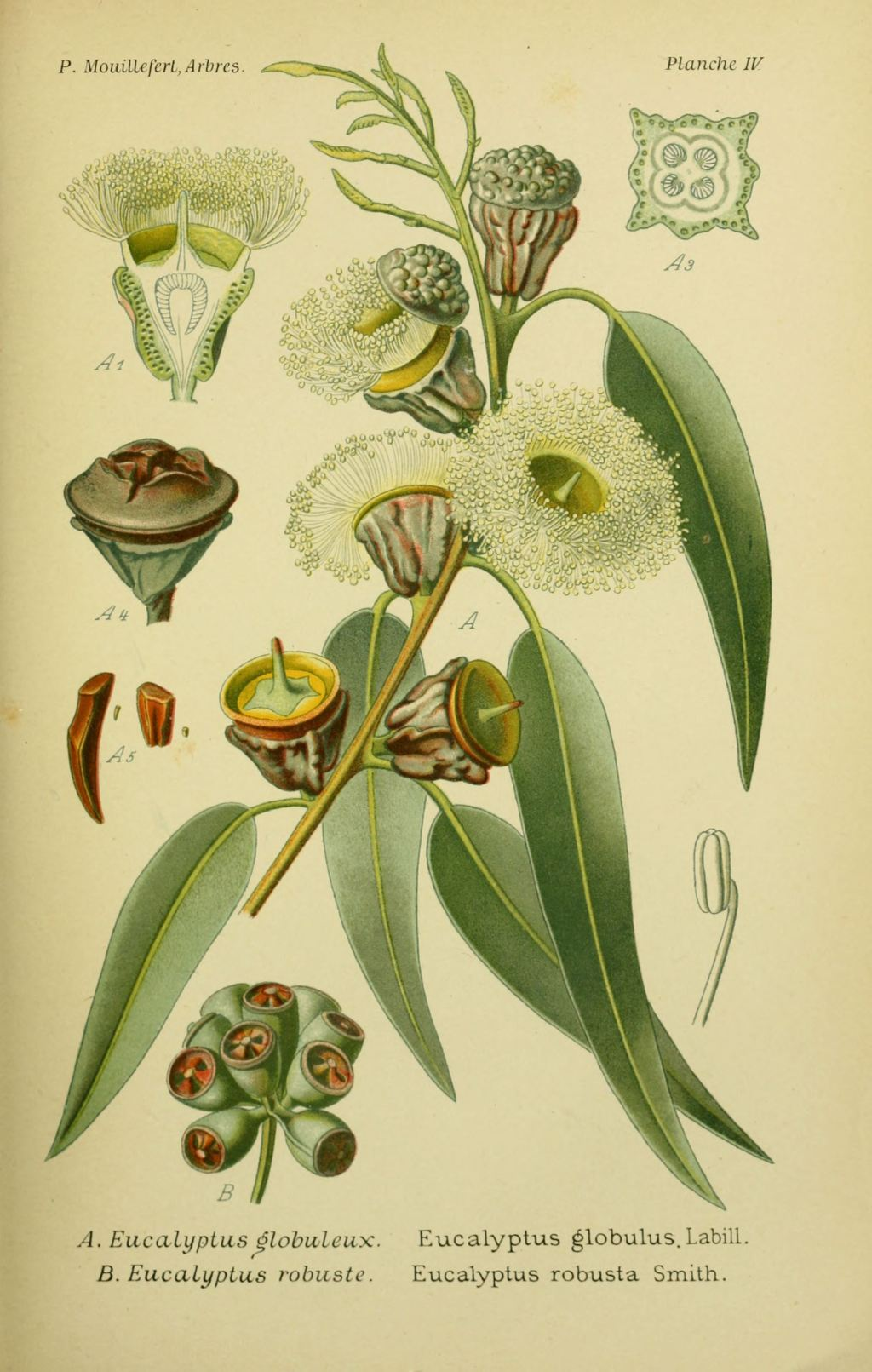
Eucalyptus globulus
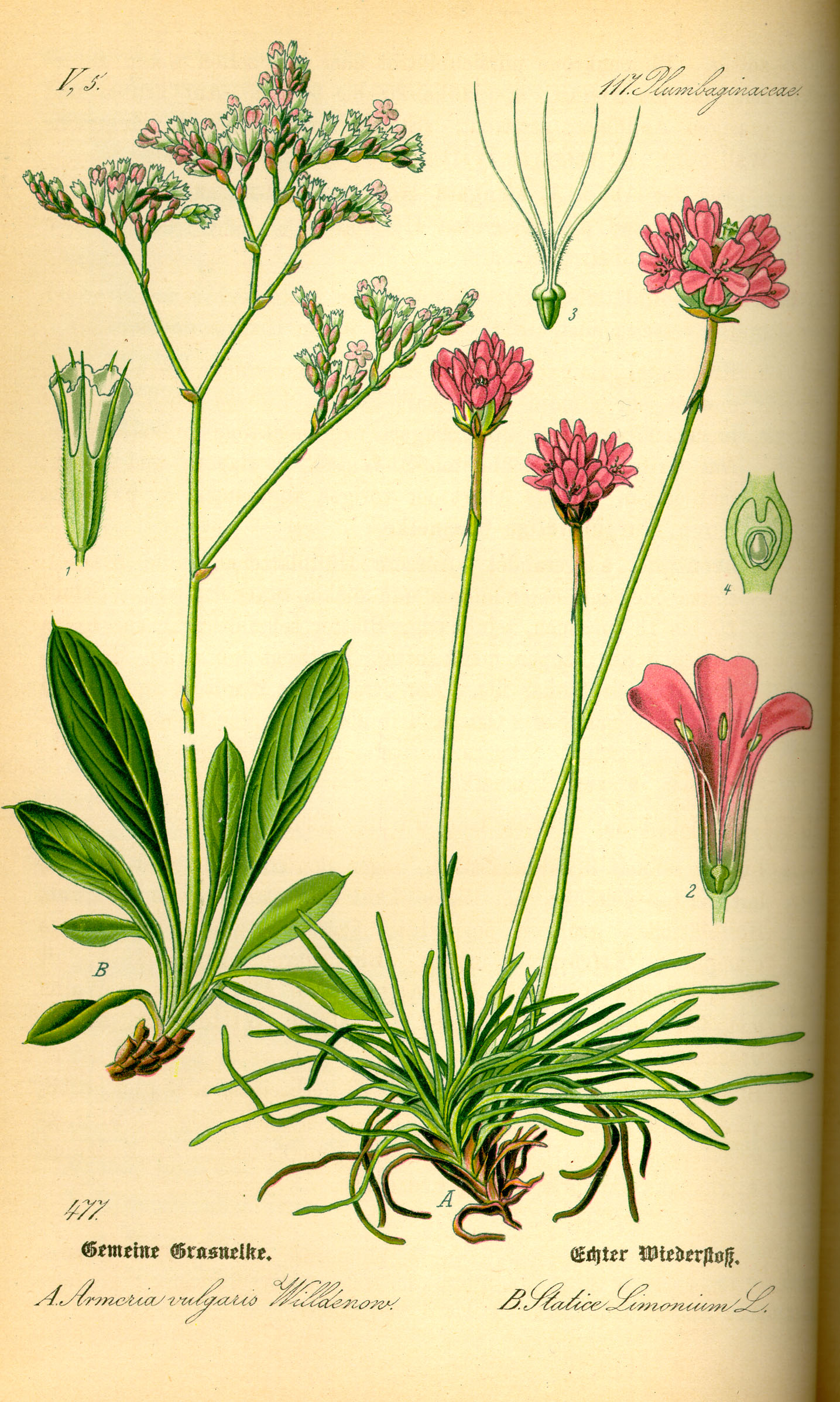
Statice

### Travaux sur les Cucurbitacées et les Solanacées

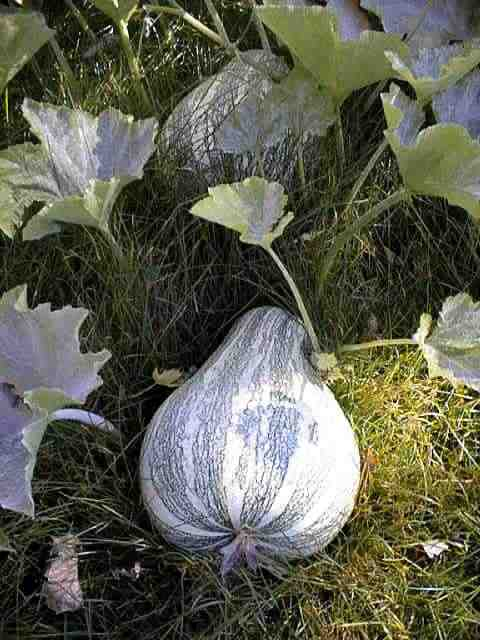
Cucurbita argyrosperma C.Huber.

#### Cucurbitacées
Charles Huber travaille en collaboration avec le botaniste Charles Naudin sur les Cucurbitacées notamment. Les hybridations qu'ils entreprennent sur les Cucurbitacées conduisent les frères Huber à étudier plus particulièrement l'espèce Cucurbita argyrosperma C.Huber, originaire du Mexique, dans leur Catalogue des graines de 1867. Charles Huber décrit de nombreux taxons concernant la courge mexicaine, plante herbacée annuelle rampante. Cultivée en Amérique comme plante alimentaire, à la fois pour ses fleurs, ses jeunes pousses et ses fruits, mais surtout pour ses graines, qui servent, moulues ou grillées, à la préparation de nombreuses sauces, cette plante s'est répandue aux États-Unis sous le nom de Cushaw. Des sous-espèces sont également identifiées à partir du taxon de l'horticulteur hyérois : Cucurbita argyrosperma C. Huber subsp. argyrosperma, Cucurbita argyrosperma C. Huber subsp. argyrosperma var. argyrosperma, Cucurbita argyrosperma C. Huber subsp. argyrosperma var. callicarpa L. Merrick & D. M. Bates, Cucurbita argyrosperma C. Huber subsp. argyrosperma var. palmeri (L. H. Bailey) L. Merrick & D. M. Bates, Cucurbita argyrosperma C. Huber subsp. argyrosperma var. stenosperma (Pangalo) L. Merrick & D. M. Bates, Cucurbita argyrosperma C. Huber subsp. sororia (L. H. Bailey) L. Merrick & D. M. Bates.
Il est possible de se procurer vers 1866 dans les établissements Huber une Cucurbitacée grimpante, Momordica balsamina, appelée à l'époque « Pomme de merveille à fleurs blanches de Cafrerie ». La Cyclanthère comestible est également disponible au catalogue en 1898.

#### Solanacées

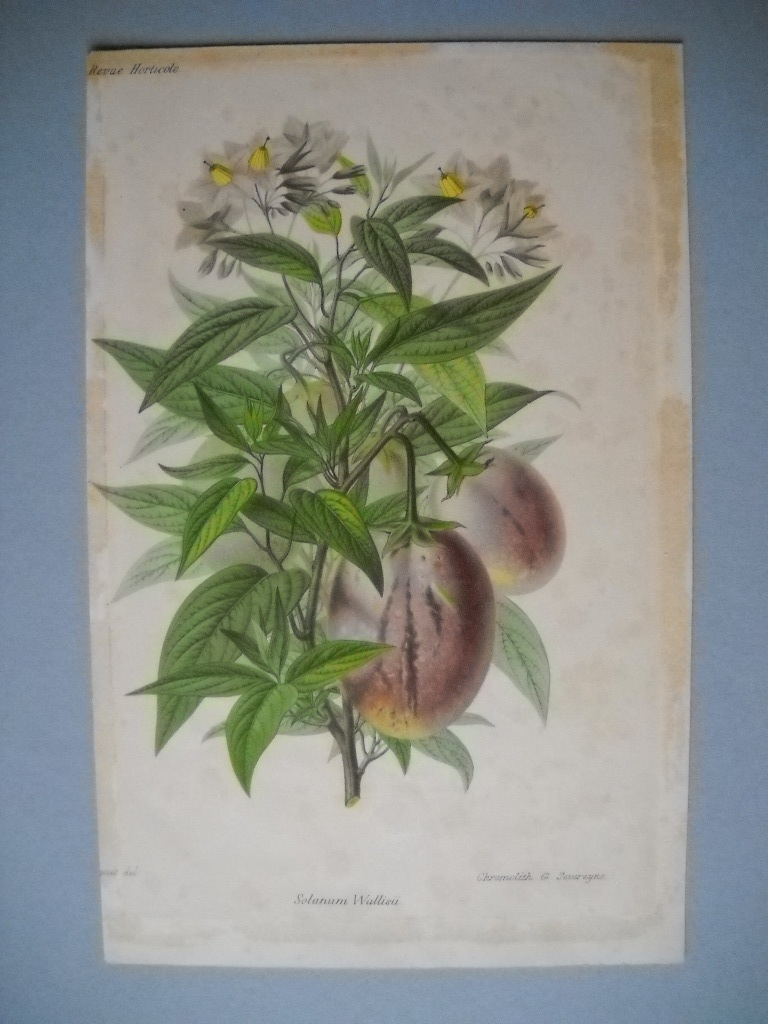
Solanum Wallisi.

Charles Huber cultive aussi certaines tomates rares et présente dans son catalogue des plantes de 1892 des Solanacées de la variété Grenier à tiges raides OP. Il propose aussi en 1875 dans son catalogue des variétés de tomates aujourd'hui disparues comme la Belle de Leuville, ancienne variété autrefois cultivée à Leuville-sur-Orge en Essonne, région qui compte alors de nombreux maraîchers. L'établissement niçois de Charles Huber est le premier à cultiver Solanum melonocarpum (Solanum Wallisi), plante originaire du Pérou et dont les fruits sont comestibles. Charles Huber donne ainsi son impression de ce fruit péruvien arrivé à maturité dans ses serres hyéroises : 

« (...) Je viens de manger un autre fruit du Solanum Wallisi, et je suis extrêmement satisfait de son bon goût ; la chair, très fondante, d'une couleur jaune comme celle d'un prune de Reine-Claude, est très douce. Pour que les fruits aient acquis cette qualité, il faut attendre qu'ils soient d'une consistance tendre, les laisser en repos en évitant de les presser avec la main, ainsi qu'en le fait souvent, ce qui alors nuit au bon goût. Les plantes que j'ai laissées en pleine terre n'ont pas souffert des petits froids du mois de décembre, et elles poussent aussi bien que si elles étaient en serre. Pour les pays du Nord, je crois qu'une serre froide suffira pour les hiverner. J'en ai aussi fait préparer cuits, et j'ai constaté qu'ils forment un mets délicieux (...) »

— Charles Huber, lettre du 13 janvier 1876 à Élie-Abel Carrière.
Les établissements hyérois et niçois des frères Huber proposent aussi dans leurs catalogues Solanum Rantonnetii (japonica) aussi appelé arbre à gentiane.

### Rayonnement international

#### Rayonnement international de la production

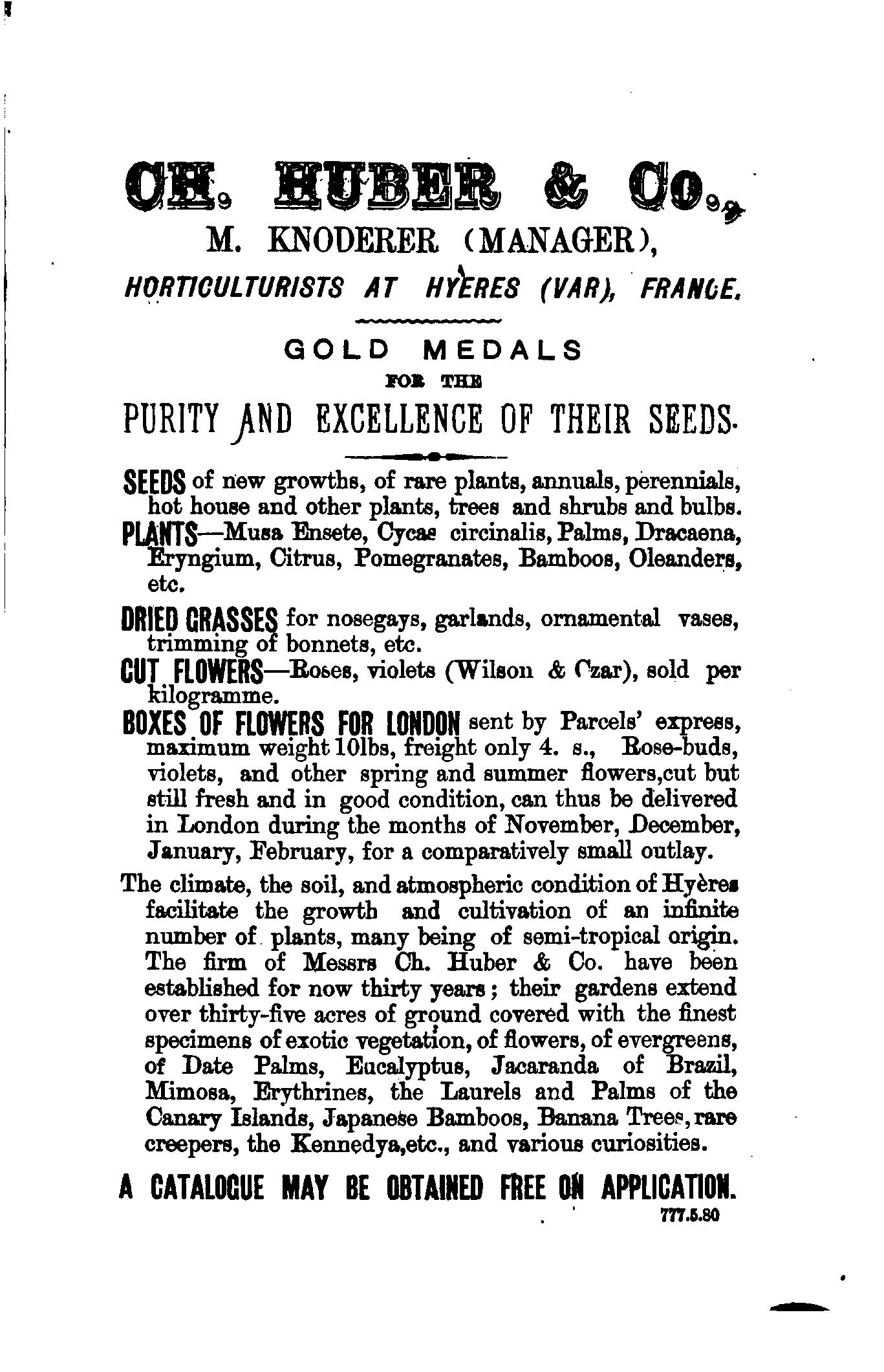
Encart commercial à l'attention de la clientèle étrangère, 1876.

En 1878, l'établissement horticole acquiert aussi une renommée internationale ; son établissement principal, situé à Hyères, est un des principaux fournisseurs pour l'Exposition à Paris et il exporte aussi pour Covent Garden :

« (...) Larger quantities for Paris and for Covent Garden are dispached every day by express together with innumerable trees packed in a wonderfull manner, and that travel safely thousands of miles (...) »

— (en) Adolphe Smith, The Garden of Hyères, J.Evans and company, 1882.

La pépinière, qui a acquis une réputation dans toute l'Europe dans la production et le commerce des graines, exporte ces produits régulièrement et ouvre une succursale à Nice, la société Charles Huber et Cie (Alpes-Maritimes) dont le directeur semble être Gustave-Alphonse Knoderer. 

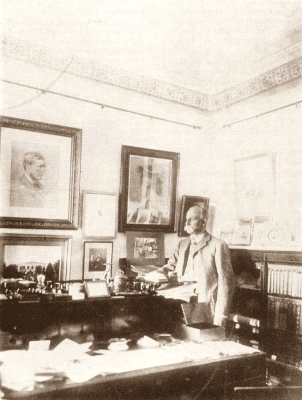
Thomas Hanbury en 1890 (portrait de son frère Daniel Hanbury sur le mur).

Cette société propose à sa clientèle un Catalogue des plantes annuelles, plantes annuelles grimpantes, graminées ornementales, industrielles et potagères, plantes vivaces, plantes aquatiques et cucurbitacées. Des envois de graines sont même fréquentes en 1877 en Australie. Les établissements Huber sont enfin connus pour fournir l'Amérique du Nord en plantes vivaces, conifères et cultures spéciales, comme le rapporte Édouard André dans ses chroniques horticoles en 1875 : 

« De vastes champs consacrés à la culture des plantes annuelles et vivaces qui ne mûrissent leurs graines que sous ce chaud soleil, approvisionnent l'Europe et l'Amérique de milliers d'espèces qui ne se trouvent que là. On y remarque surtout : la plus belle collection de Graminées ornementales que nous ayons vue ; les Balisiers (Canna) comprenant toutes les espèces et variétés cultivées. Les Cucurbitacées y sont nombreuses et leur détermination, quand arrive une nouvelle espèce, est confiée au savant M. Naudin. Une remarquable race de Primevères de Chine, a feuilles de Fougère et à grandes fleurs frangées, y est maintenue très pure et très recherchée, et nombre d'autres spécialités ont fourni à la maison Huber une renommée étendue. »

#### Collaboration avec les botanistes étrangers
Un architecte paysagiste américain rend visite à Charles Huber pour examiner les plantes présentées dans le catalogue de la pépinière ; il s'agit de Charles Eliot (en). La société des frères Huber semble avoir travaillé avec Arthur Veitch (en), frère du célèbre horticulteur londonien John Gould Veitch qui importe depuis les îles Philippines l'Amaranthus salicifolius. Cette amarante à feuille de saule, cultivée d'abord exclusivement par Charles Huber, donne de beaux résultats dès 1871 dans la pépinière hyéroise. Le botaniste tchèque Benedikt Roezl trouve au Mexique Cuphea Roezlii et collabore aussi avec Charles Huber qui fait les premiers semis en France de cet arbuste vigoureux. Des échanges de graines de Cirsium Schaffneri ont lieu entre Charles Huber et le directeur du jardin botanique de Zurich, Eduard Ortgies avant 1880. Les premières graines de Phoenix canariensis sont envoyées à Huber par Hermann Wildpret (de) depuis La Orotava. Mais les principaux clients historiques des établissements Huber demeurent les frères Thomas et Daniel Hanbury, à La Mortola.

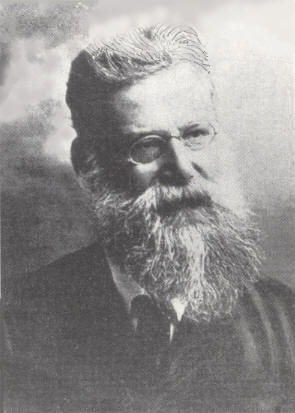
Ludwig Winter.

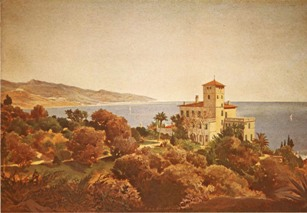
Le jardin botanique Hanbury en 1867 fait appel à Charles Huber.

Un apprenti jardinier hybrideur célèbre travaille chez Charles Huber et Compagnie durant quelques années, Ludwig Winter. Winter semble avoir été engagé chez les frères Huber comme dessinateur de fleurs, notamment d'anémones, pour les catalogues horticoles de l'établissement hyérois. Ce prussien d'origine devient ensuite jardinier chargé du développement architectonique du parc botanique chez Sir Thomas Hanbury, à la Mortola durant six années, à partir de 1868, avant de créer sa propre pépinière à Bordighera. C'est depuis cette station d'acclimatation italienne, les Jardins Winter, que Winter lance la mode des palmiers en pots. Les premiers végétaux exotiques plantés dans le parc Hanbury, sont d'ailleurs achetés par Thomas Hanbury auprès du grand pépiniériste hyérois,. D'après Mauro Giorgio Mariotti, Huber organise et demande une rencontre entre Winter et Thomas Hanbury avant 1869.